# Topologie d'un espace vectoriel de dimension finie
En mathématiques, la topologie d'un espace vectoriel de dimension finie sur un corps K est, sous certaines hypothèses, un cas particulier de topologie d'espace vectoriel normé. Le prototype est Rn muni de la norme qui à un n-uplet de réels associe la plus grande des valeurs absolues de ces n réels.

## Propriétés liées à la topologie du corps
Un espace vectoriel E de dimension finie n sur un corps K (par exemple le corps R des réels) peut toujours être identifié à Kn par le choix arbitraire d'un isomorphisme entre ces deux espaces vectoriels (ou, ce qui est équivalent, par le choix d'une base de E). Tous les énoncés ci-dessous concernant Kn s'étendent ipso facto à un tel E (muni de la topologie transportée de celle de Kn par un tel isomorphisme).
Ici, le corps K considéré sera principalement celui des réels ou des complexes, corps pour lesquels toutes les hypothèses mentionnées sont vérifiées. Par conséquent, on peut remplacer dans tout ce qui suit K par R ou C. On peut de plus remplacer partout espace vectoriel topologique par espace vectoriel normé, qui est une notion moins générale.
Les principaux résultats seront : sur Rn et Cn, toutes les normes sont équivalentes ; pour l'une quelconque de ces normes, l'espace est complet (donc fermé dans tout espace vectoriel normé dont il est un sous-espace), et les parties compactes sont les fermés bornés.

### Topologie produit
Si K est (comme le sont R et C) un corps topologique séparé, Kn est naturellement muni d'une topologie produit (séparée) qui en fait un espace vectoriel topologique (c'est-à-dire que l'addition et la multiplication par un scalaire sont deux applications continues).
Remarquons dès à présent que si K est complet (respectivement : localement compact) alors Kn le sera aussi.
Par définition de la topologie produit, on a également :
Proposition — Une application f d'un espace topologique M dans Kn est continue si et seulement si ses n composantes f1 ,..., fn (de M dans K) le sont.
Les applications (multi-)linéaires définies sur Kn sont continues, en particulier le produit scalaire, toutes les formes bilinéaires ou quadratiques, le déterminant ou encore le produit tensoriel :
Proposition — Pour tout K-espace vectoriel topologique E,
toute application linéaire de Kn dans E est uniformément continue, et
toute application p-linéaire de {\displaystyle K^{n_{1}}\times \ldots \times K^{n_{p}}} dans E est continue.
En effet, la continuité d'une application linéaire sur Kn découle immédiatement du fait que E est un espace vectoriel topologique, et l'uniforme continuité est alors automatique (comme pour tout morphisme continu de groupes topologiques). Quant à la continuité d'une application p-linéaire, elle s'en déduit, par composition avec l'application p-linéaire canonique de {\displaystyle K^{n_{1}}\times \ldots \times K^{n_{p}}} dans Kn pour n égal au produit des nk : cette dernière est continue d'après la proposition précédente, car ses composantes sont polynomiales.
Si de plus la topologie sur K provient (comme pour R et C) d'une valeur absolue, cette topologie produit sur Kn est induite par une norme : cette norme, nommée norme infini, associe à un vecteur la plus grande des valeurs absolues de ses coordonnées. Elle fait de Kn un espace vectoriel normé.

### Unicité de la topologie, équivalence des normes
On suppose ici que K est (comme R et C) un « corps valué » (au sens : muni d'une valeur absolue) complet, non discret. La situation est alors remarquablement simple : la topologie produit sur Kn est en fait « la seule raisonnable ».
Théorème — Si K est un « corps valué » complet non discret alors, pour tout K-espace vectoriel E de dimension finie, il n'existe qu'une topologie T telle que (E, T) soit un espace vectoriel topologique séparé.
Remarque : la condition de séparation est indispensable. On déduit en effet facilement de ce théorème que les topologies sur E (la séparée et les autres) compatibles avec les deux opérations sont en bijection avec les sous-espaces vectoriels de E (la séparée correspondant au sous-espace nul, et la grossière au sous-espace E).
Sur un K-espace vectoriel, toute norme induit une structure d'espace vectoriel topologique séparé. Deux normes sont équivalentes si et seulement si elles induisent la même topologie. On déduit donc immédiatement du théorème précédent :
Corollaire — Si K est un « corps valué » complet non discret alors,
sur un K-espace vectoriel E de dimension finie, toutes les normes sont équivalentes.
En conséquence, il n'existe qu'un K-espace vectoriel normé de dimension n, à isomorphisme bi-uniformément continu près.
Remarque : le théorème et le corollaire ci-dessus se démontrent classiquement pour K=R, par des arguments de compacité qui sont en fait superflus : K peut ne pas être localement compact. La complétude du corps, par contre, est indispensable : par exemple l'espace vectoriel {\displaystyle \mathbb {Q} ^{2}} (de dimension 2, sur le corps {\displaystyle \mathbb {Q} } des rationnels) est pourvu de multiples normes non équivalentes, comme {\displaystyle N(x,y)=\max(|x|,|y|)} et {\displaystyle N'(x,y)=|x+{\sqrt {2}}y|}.

### Complétude et fermeture
De cette « unicité » de la topologie (en particulier, de l'unicité de la norme à équivalence près), jointe à la complétude de Kn mentionnée précédemment, on déduit un corollaire très utile en analyse fonctionnelle :
Corollaire — Si K est un « corps valué » complet non discret, alors
- tout espace vectoriel topologique séparé (en particulier tout espace vectoriel normé) de dimension finie sur K est complet[3], et
- tout sous-espace vectoriel (ou affine) de dimension finie d'un espace vectoriel normé (ou même d'un espace vectoriel topologique séparé) de dimension finie ou infinie sur K est fermé dans cet espace.

On utilise pour cela que toute partie complète d'un espace séparé est fermée (ce qui est bien connu dans le cadre métrique mais s'étend au cadre uniforme), et (pour passer des sous-espaces vectoriels aux sous-espaces affines) que toute translation est un homéomorphisme.
Les K-espaces vectoriels normés de dimension finie étant ici complets, et l'espace des applications linéaires continues à valeurs dans un complet héritant de cette complétude (propriété démontrée dans l'article Espace vectoriel normé), on en déduit un autre résultat sur la complétude :
Proposition — Si K est un « corps valué » complet non discret alors l'espace des applications linéaires continues d'un K-espace vectoriel normé dans un K-espace vectoriel de dimension finie est complet pour la norme d'opérateur.

### Compacité locale
Ajoutons l'hypothèse (encore vérifiée par R et C) que le corps K (« valué » et non discret) est non seulement complet, mais même localement compact. On obtient alors la généralisation naturelle du théorème de Borel-Lebesgue :
Théorème de Borel Lebesgue (généralisé) — Si K est un « corps valué » localement compact non discret et si E est un K-espace vectoriel normé de dimension finie, alors les parties compactes de E sont les fermés bornés, et E est localement compact.
Cette propriété n'est vraie que si E est de dimension finie. Dans le cas contraire, la boule unité fermée n'est pas compacte : ce résultat est un théorème de Riesz.

## Invariance topologique de la dimension
Il n'existe pas d'homéomorphisme entre Rn et Rp si n et p sont différents. La démonstration se fonde sur le théorème de l’invariance du domaine de Luitzen Egbertus Jan Brouwer, aussi appelé théorème de la boule ouverte :
Théorème de l’invariance du domaine de Brouwer — Soient U un ouvert de Rn et φ une application continue et injective de U dans Rn. Alors l'image de U est ouverte.
Une conséquence directe est que φ est un homéomorphisme.

## Quelques théorèmes
La topologie d'un espace vectoriel de dimension finie sur R fait l'objet de nombreux théorèmes. Ils possèdent tous une propriété remarquable : leurs expressions sont à la fois simples et intuitives, en revanche leurs démonstrations sont difficiles et font appel à un large attirail d'outils.
Citons d'abord un ancêtre du théorème de l'invariance du domaine mentionné plus haut :
Théorème de Jordan-Brouwer — 
Soit φ une application continue et injective, de Sn–1 (la sphère unité de Rn) dans Rn. Alors dans Rn, le complémentaire de l'image φ(Sn–1) est formé de deux composantes connexes, dont l'une est bornée et l'autre non. Toutes deux ont pour frontière l'image de Sn–1.
Ce théorème est démontré en dimension deux par Camille Jordan et il faut attendre 1912 pour qu'il soit généralisé pour toute dimension finie par Brouwer.
Ce dernier a démontré un autre théorème remarquable, lequel peut se déduire du théorème de la boule chevelue :
Théorème du point fixe de Brouwer — 
Toute application continue de la boule unité de Rn dans elle-même fixe au moins un point.
Un autre théorème lui ressemble un peu. Il permet de montrer que dans un espace euclidien de dimension n, pour tout ensemble de n solides bornés et mesurables, il existe un hyperplan qui coupe chacun des solides en deux parties de volumes égaux. Ce résultat est connu nous le nom de théorème du sandwich au jambon et s'énonce en disant qu'il est toujours possible de couper d'un coup de couteau le sandwich de manière que le partage des deux morceaux de pain et de la tranche de jambon soit équitable.
Théorème de Borsuk-Ulam — 
Pour toute application continue de Sn–1 (la sphère unité de Rn) à valeurs dans Rn–1, il existe deux points antipodaux ayant même image.
Enfin, parmi de nombreux résultats techniques permettant d'approximer une fonction, citons ici un célèbre théorème :
Théorème de Stone-Weierstrass — 
Soit K un compact de Rn. Toute application continue de K dans R est limite uniforme sur K d'applications polynomiales.